# 長篇怪獣映画ウルトラマン
『長篇怪獣映画 ウルトラマン』（ちょうへんかいじゅうえいが ウルトラマン）は、1967年7月22日に公開された日本の映画作品。ウルトラシリーズ初の映画作品である。カラー、シネマスコープ、75分。
キャッチコピーは「シュワーッ！ ぼくらの味方ウルトラマン！ 怪獣どもをやっつけろ！」。

## 概要
特撮テレビ番組『ウルトラマン』の放送終了後に公開された劇場版。権利問題の関係からか、テレビシリーズのうち、円谷一が監督を務めた第1話、第8話、第26話、第27話をオムニバス形式に再編集した作品で、ナレーションの変更などはあるものの新規撮影シーンはなく、オープニングタイトルもテレビ版の素材をそのまま使用している。フィルムは、16ミリフィルムから35ミリフィルムへブローアップしている。
第1話のウルトラマンとベムラーの戦いは大幅にカットされてその部分が予告編に使用され、劇中では科学特捜隊が倒したような演出がなされた。その点を除けば、物語に変更はない。
内容こそテレビ版の再編集版であるものの、公開当時はカラーテレビの普及率がまだ低く、『ウルトラマン』の放送を白黒テレビで見ていた多くの子供たちの間では、カラー映像でウルトラマンとウルトラ怪獣の対決シーンを見られることから人気を博した。それに先駆け、予告編でも「ウルトラマンをカラーで見よう!!」と子供たちを煽っていた上、ウルトラマンのスーツアクターを古谷敏が担当していることを「ウルトラマン 古谷敏」と大きく表記していた。
本編での新撮はないが、予告編ではフジ・アキコ隊員役の桜井浩子が私服姿で通行人たちにインタビューする模様が新撮された。また、番組終了後に科学特捜隊メンバー5人のスチール特写も撮り下ろされ、ポスターなどの宣伝用に使用されている。この特写では、流星バッジはネクタイピンで代用している。
本作品のポスターに写っているピグモンの写真は、ガラモンの写真を使用している。一方、チャンドラーはペギラの写真を加工したものを使用している。ポスターでは、俳優陣とともにウルトラマンと怪獣たちの名前も記載されている。
1980年代に『ウルトラマン』がビデオ化された際には第1話のみそのカットバージョンを流用しているが、2005年にDVD化された際にはそのカット部分を継ぎ足してオリジナルが復活している。

## 登場怪獣
- 宇宙怪獣ベムラー
- 地底怪獣マグラー[注釈 5]
- 有翼怪獣チャンドラー
- 珍獣ピグモン
- 怪奇植物スフラン
- どくろ怪獣レッドキング[注釈 6]
- 古代怪獣ゴモラ

## キャスト
- ムラマツ隊長 - 小林昭二
- ハヤタ隊員 - 黒部進
- フジ・アキコ隊員 - 桜井浩子
- イデ隊員 - 二瓶正也
- アラシ隊員 - 石井伊吉
- ホシノ・イサム少年 - 津沢彰秀
- 松井所員 - 松本朝夫
- 鈴木治（怪獣殿下） - 稲吉千春
- 鈴木リエ子（治の母） - 布地由起江
- ヒロシ（治の友達） - 加藤勉
- 中谷教授 - 富田浩太郎
- ナレーター - 浦野光

### スーツアクター
- ベムラー、レッドキング - 荒垣輝雄
- マグラ - 泉梅之助
- チャンドラー - 清野弘幸
- ピグモン - 藤田修裕
- ゴモラ - 鈴木邦夫
- ウルトラマン - 古谷敏

## スタッフ
- 東宝株式会社 配給
- 監修 - 円谷英二
- プロデューサー - 市川利明、末安昌美
- 脚本 - 金城哲夫、若槻文三、上原正三、関沢新一
- 撮影 - 内海正治
- 照明 - 山口偉治
- 美術 - 岩崎致躬
- 効果 - 西本定正、知久長
- 音楽 - 宮内国郎
- 助監督 - 鈴木俊継、東條昭平
- 編集 - 近藤久、柳川義博
- 録音 - キヌタ・ラボラトリー
- 現像 - 東京現像所
- 製作担当者 - 熊谷建
- 特殊技術
  - 撮影 - 佐川和夫、鈴木清
  - 照明 - 小林哲也、原勲
  - 美術 - 成田亨
  - 光学撮影 - 中野稔
  - 助監督 - 大木淳、山本正孝
  - 製作担当者 - 上村宏、守田康司
- 特殊技術 - 高野宏一
- 監督 - 円谷一
- 制作 - TBS、円谷プロダクション

## 主題歌
「ウルトラマンの歌」
作詞 - 東京一 / 作編曲 - 宮内國郎 / 歌 - みすず児童合唱団、コーロ・ステロラ
オープニング映像は本編第11話以降のものを使用。

## 同時上映
『キングコングの逆襲』
脚本 - 馬淵薫 / 特技監督 - 円谷英二 / 監督 - 本多猪四郎 / 主演 - 宝田明
東宝創立35周年記念映画であったが、若年層には本作品のほうが好評であったとされる。
なお、ハヤタ隊員役の黒部進は、この作品にもドクターフーの手下役で出演している。

## 映像ソフト化
- 2006年9月13日にウルトラシリーズ40周年と『ウルトラマンメビウス&ウルトラ兄弟』の公開を記念し、DVDが発売された[10]。
- ウルトラシリーズ45周年を記念した「ウルトラシリーズ45周年記念 メモリアルムービーコレクション 1966-1984 DVD-BOX」に収録されている[11]。